# Thespesia populneoides
Thespesia populneoides är en malvaväxtart som först beskrevs av William Roxburgh, och fick sitt nu gällande namn av Vincenz Franz Kosteletzky. Thespesia populneoides ingår i släktet Thespesia och familjen malvaväxter. Inga underarter finns listade i Catalogue of Life.